# Scapaniella carinthiaca
Scapaniella carinthiaca là một loài rêu tản trong họ Scapaniaceae. Loài này được (J.B. Jack ex Lindb.) H. Buch miêu tả khoa học lần đầu tiên năm 1928.